# 高屏溪
高屏溪，舊名淡水溪、下淡水溪，位於臺灣南部，為中央管河川，長度僅次於濁水溪。主流河長171.00公里，為全台第二長河；流域面積廣達3,256.85平方公里，分佈於南投縣南端、嘉義縣東端、台東縣西端，及高雄市、屏東縣的23個鄉鎮市區，流域面積為全台第一大河。
高屏溪主流荖濃溪，源流位於南投縣信義鄉東埔村西南端，發源於玉山山頂東北坡、玉山東峰北坡，日治時稱為「長命水」，先向東北流，至八通關轉東南，匯集分別源自秀姑巒山西南坡及大水窟山西坡的支流後，轉向南南西進入高雄市境，流經梅山、桃源、寶來、六龜，轉向南流至大津，納東側流入之濁口溪後，轉向西南流至里港，納東南方流入之隘寮溪，名為二重溪，續流至嶺口與來自北方源自玉山山頂西南坡之右股支流旗山溪（楠梓仙溪）合流後，始稱高屏溪。本流轉向南經大樹、九曲堂、上寮、鯉魚山，於東汕注入台灣海峽，此河段長約38公里。
旗山溪（楠梓仙溪）為高屏溪水系主流（含荖濃溪）之外的最大支流，發源於玉山主峰西南坡標高約3,750公尺處，主流河長118公里，流域面積842平方公里。均發源於玉山的荖濃溪與楠梓仙溪呈平行河道，相隔玉山山脈南段主脊，距離僅約10公里平行發展，為高屏溪的雙子河。在嶺口合流以下的高屏溪流路往南，以流路方向反向往北延長為楠梓仙溪，傳統以流路方向認為楠梓仙溪為高屏溪本流的上游。:108-124現多認定源流更遠、流量更大的荖濃溪為主流。
隘寮溪、濁口溪為荖濃溪的前兩大支流，其河長、流域面積雖均小於旗山溪，但因上游集水區屬多雨區，水量反較旗山溪豐富，均為高屏溪農業、民生用水之重要來源之一。
高屏溪流域內平均雨量每年達3046公厘，平均年逕流量高達84億5500萬立方公尺。平均年輸砂量是3561萬噸，每平方公里流域面積輸送10934噸，居全世界第11位。

## 歷史
高屏溪舊稱「淡水溪」。1603年與明將沈有容同行，前往台灣追擊海盜的陳第〈東番記〉記載為「小淡水」。為與台灣北部的淡水廳（諸羅縣北側、大甲溪以北）、淡水港、淡水河口的淡水區別，清治文獻亦有稱台灣北部的淡水河口為「上淡水」，稱此溪為「下淡水溪」。得名自原住民社名，鳳山八社的上淡水社與下淡水社。荷蘭文獻記為、（此二拼寫亦稱台灣北部的淡水，為區別也稱南部的為「下淡水」、北部的為「頂淡水」）、，亦有標示為；清治延續至日治初期記為「淡水溪」、「淡水大溪」、「下淡水溪」；日治延續至戰後初期固定記為「下淡水溪」。而高屏溪直至1960年臺灣省政府整理全臺河川名稱才出現，係因流經高雄與屏東（1950年脫離高雄縣新設）兩縣而易名。
洪水紀錄:
清光緒二十年（1895年）《鳳山縣采訪冊》記載：「新園塘，在港西里新園街，縣東二十里，舊有營盤，同治六年（1867年）被水衝壞，現租民房二間、駐額外一員、兵二名。」
另，高雄大樹「新建鳳安宮捐題碑記」碑文時間記錄為同治六年
（資料來源：https://tm.ncl.edu.tw/）%5B%5D

## 水系主要河川

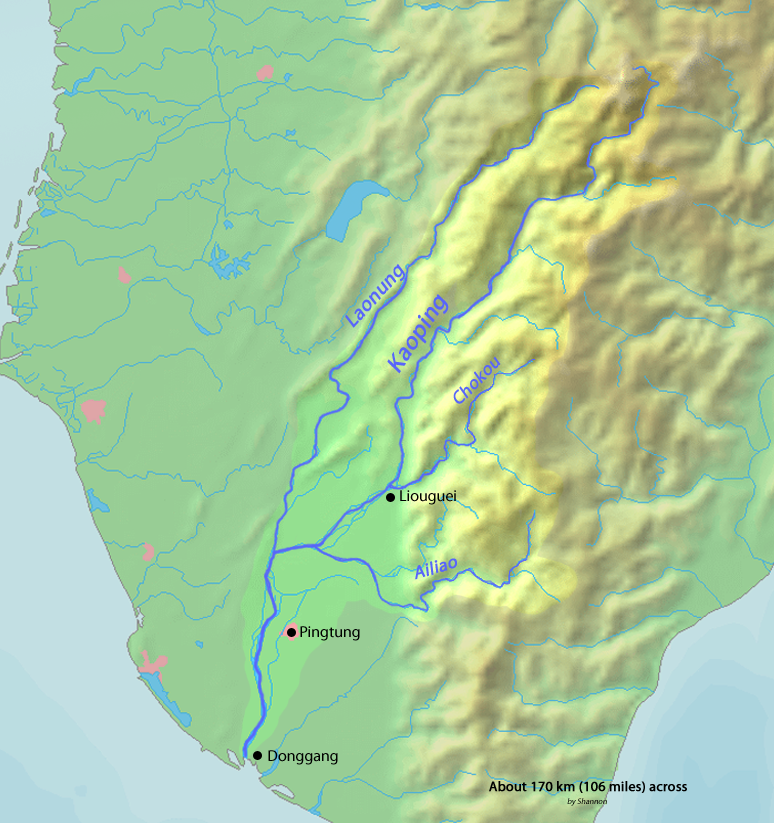
高屏溪水系圖

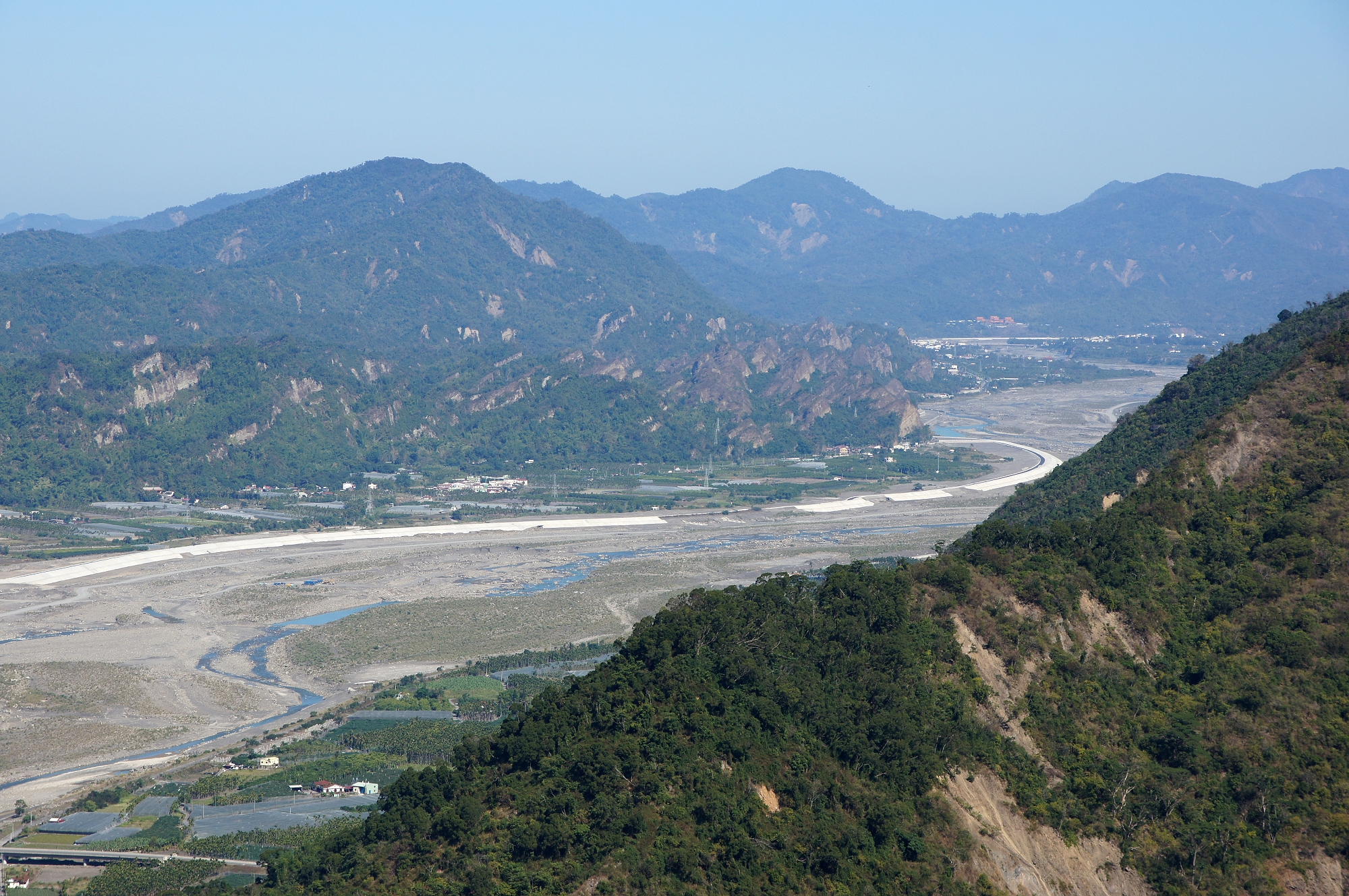
荖濃溪六龜河段

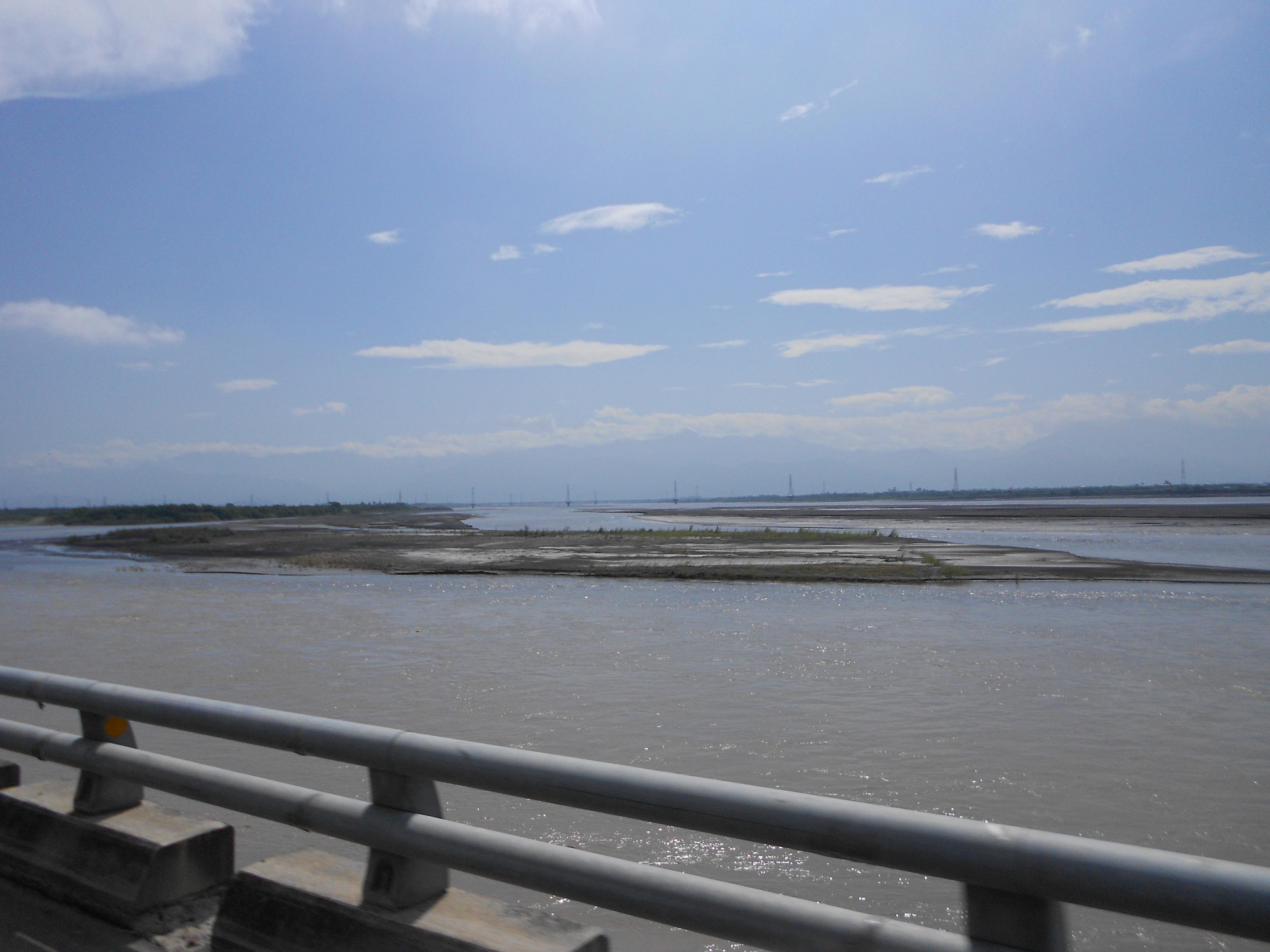
荖濃溪與旗山溪匯流處。

以下由下游至源頭列出水系主要河川，其中粗體字為主流河道。
- 高屏溪：高雄市、屏東縣、嘉義縣、南投縣、台東縣
  - 牛稠溪：屏東縣屏東市、萬丹鄉、長治鄉
  - 武洛溪：屏東縣屏東市、九如鄉、鹽埔鄉、里港鄉
  - 旗山溪：高雄市、屏東縣、嘉義縣
    - 美濃溪：高雄市旗山區、美濃區
    - 口隘溪：高雄市旗山區、內門區、杉林區
    - 內寮溪：高雄市杉林區
    - 枋寮溪：高雄市杉林區

  - 荖濃溪：高雄市、屏東縣、臺東縣、南投縣
    - 隘寮溪：屏東縣、台東縣
      - 口社溪：屏東縣高樹鄉、三地門鄉
      - 隘寮南溪：屏東縣三地門鄉、瑪家鄉、泰武鄉、霧台鄉
      - 隘寮北溪：屏東縣三地門鄉、霧台鄉、臺東縣卑南鄉
        - 巴油溪：屏東縣霧台鄉
          - 額落烏溪：屏東縣霧台鄉

    - 濁口溪：高雄市茂林區、桃源區
      - 溫泉溪：高雄市茂林區

    - 寶來溪：高雄市六龜區、桃源區
    - 拉克斯溪：高雄市桃源區
    - 拉庫音溪：高雄市桃源區

## 主要橋樑

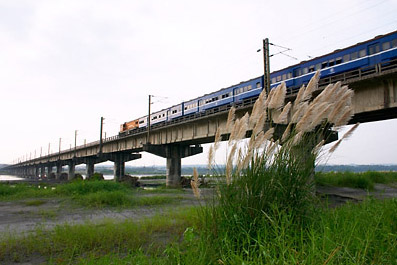
臺灣鐵路管理局屏東線高屏溪橋

以下由河口至源頭列出主流上之主要橋樑：

### 高屏溪河段
| 名稱         | 承載線路                  | 地區                       | 最初落成 | 全長（m） | 備註                                         |
| ------------ | ------------------------- | -------------------------- | -------- | --------- | -------------------------------------------- |
| 雙園大橋     | 省道台17線                | 林園區－新園鄉             | 1979年   | 2800      |                                              |
| 萬大大橋     | 省道台88線、縣道188號共線 | 萬丹鄉－大寮區             | 1992年   | 2406      | [ 18 ]                                       |
| 高屏大橋     | 省道台1線                 | 大寮區－屏東市             | 1978年   | 1990      |                                              |
| 高屏溪舊鐵橋 | 原台鐵屏東線              | 九曲堂車站－六塊厝車站     | 1914年   | 1526      | 1987年停用；2005、2006、2009年風災及豪雨沖斷 |
| 臺鐵高屏溪橋 | 台鐵屏東線                | 九曲堂車站－六塊厝車站     | 1987年   | 1835      | [ 20 ]                                       |
| 高屏溪斜張橋 | 福爾摩沙高速公路          | 燕巢系統交流道－九如交流道 | 1999年   | 2617      |                                              |
| 里嶺大橋     | 省道台22線                | 里港鄉－嶺口               | 1989年   | 2520      | [ 21 ]                                       |

### 荖濃溪河段
| 名稱         | 承載線路     | 地區                 | 最初落成 | 全長（m） | 備註                                   |
| ------------ | ------------ | -------------------- | -------- | --------- | -------------------------------------- |
| 里港大橋     | 省道台3線    | 屏東縣里港鄉         | 1977年   | 1620      | [ 22 ]                                 |
| 高美大橋     | 縣道181號    | 高樹鄉－美濃區       | 1987年   | 2000      |                                        |
| 新威大橋     | 省道台28線   | 六龜區新威里與大津里 | 2009年   | 1735      | [ 23 ]                                 |
| 六龜大橋     | 省道台27甲線 | 六龜區               | 1969年   | 548       | 日治時期為吊橋。                       |
| 東溪大橋     | 台27線       | 六龜區               | 1978年   | 131       | [ 25 ]                                 |
| 獅額頭吊橋   |              |                      |          |           |                                        |
| 新發大橋     | 省道台27線   | 六龜區新發里與荖濃里 | 1995年   | 465       | 八八風災沖毀後重建，2011年6月4日竣工。 |
| 寶來一號橋   | 省道台20線   |                      |          |           |                                        |
| 寶來二號橋   | 省道台20線   |                      |          |           |                                        |
| 中山橋       |              |                      |          |           |                                        |
| 撒拉阿烏橋   | 省道台20線   |                      |          |           |                                        |
| 拉法阿勒吊橋 |              |                      |          |           |                                        |
| 清水吊橋     |              |                      |          |           |                                        |
| 阿奇巴吊橋   |              |                      |          |           |                                        |
| 安定橋       | 梅蘭林道     |                      |          |           |                                        |
| 梅山吊橋     |              |                      |          |           |                                        |

## 生態

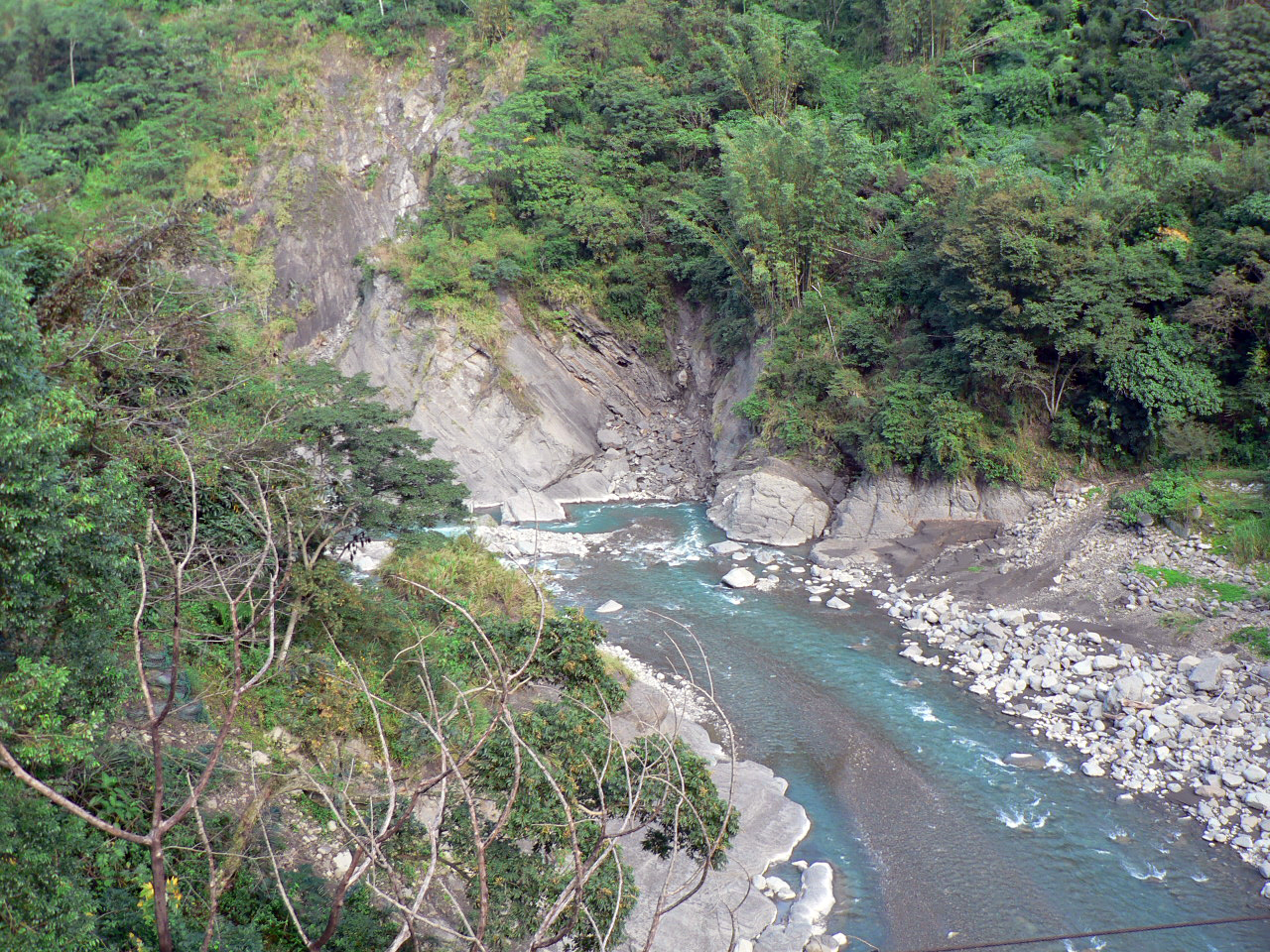
高屏溪流域上游旗山溪河谷。

高屏溪水系中共記錄有67種魚類，共分23個科、58個屬。其中有12種（或亞種）是台灣特有，包括可能只分布於高屏溪水系的中間鰍鮀（Gobiobotia intermedia intermedia）。鳥類則有125種，含14個目、38個科。此外有水生昆蟲82種，貝類5種。

## 環境破壞
1970年代，位於高屏溪下游河岸的林園工業區開設完成，主要設置石油化學工廠，廠區設置於林園大排水溝（出口在高屏溪岸）兩側，曾在1988年發生廢水汙染事件，引發抗爭。高屏溪流域也是台灣主要飼養豬隻的地方之一，在1990年代，沿溪的養豬戶曾飼養了約170多萬頭豬，近年則逐漸削減數量。
此外，高屏溪上游也因伐墾而水土保持不佳。下游河床則受到濫採砂石的破壞，影響了橋梁的穩固性。同時河床上的農田及魚塭也阻礙了水流；岸上的魚塭則因超抽地下水導致土壤鹽化與地層下陷。
2013年1月28日高屏溪疑似遭人偷倒廢棄物，自來水公司廿八日下午發現水傳出酸臭味，立刻啟動應變措施，高屏溪攔河堰停止抽水，由南化水庫支援供水；預計這幾天供水不穩，將造成大高雄地區兩萬戶水壓降低，其中約五千戶停水四十五小時。
由於高屏溪輸砂量大，汛期及枯水期的河道範圍差異大，尤其是莫拉克風災後，因此政府長年於枯水期時進行河道疏濬工程，開放河道砂石採集,然而，因河道水量差異過大，河床於枯水期會長時間裸露，當遭遇強風時，沙塵暴已成高屏溪的另一特色. 揚塵事件日最高PM10濃度值在101年度曾經高到1,488μg/m3。